# Mistrovství světa v jízdě na skibobech 2010
XXXII. ročník Mistrovství světa v jízdě na skibobech 2010 se konalo v rakouském středisku  Kirchberg in Tirol od 26. ledna do 29. ledna 2010. Na programu šampionátu byl závod v super G, obřím slalomu, slalomu a kombinaci a to v kategorii mužů a žen.

## Medailové pořadí zemí
| Pořadí | Země            | Zlato | Stříbro | Bronz | Celkově |
| ------ | --------------- | ----- | ------- | ----- | ------- |
| 1.     | Rakousko (AUT)  | 7     | 5       | 6     | 18      |
| 2.     | Česko (CZE)     | 1     | 2       | 2     | 5       |
| 3.     | Švýcarsko (SUI) | -     | 1       | -     | 1       |
|        | Celkem          | 8     | 8       | 8     | 24      |

## Medailisté

### Muži
| Disciplína  | Zlato                       | Stříbro                      | Bronz                        |
| ----------- | --------------------------- | ---------------------------- | ---------------------------- |
| super G     | Markus Moser Rakousko (AUT) | Björn Walter Švýcarsko (SUI) | David Krejčí Česko (CZE)     |
| obří slalom | Markus Moser Rakousko (AUT) | Gerhard Hauer Rakousko (AUT) | David Krejčí Česko (CZE)     |
| slalom      | Markus Moser Rakousko (AUT) | David Krejčí Česko (CZE)     | Gerhard Hauer Rakousko (AUT) |
| kombinace   | Markus Moser Rakousko (AUT) | David Krejčí Česko (CZE)     | Gerhard Hauer Rakousko (AUT) |

### Ženy
| Disciplína  | Zlato                                | Stříbro                              | Bronz                                  |
| ----------- | ------------------------------------ | ------------------------------------ | -------------------------------------- |
| super G     | Klára Hofmanová Česko (CZE)          | Kerstin Mayrhoferová Rakousko (AUT)  | Petra Mörtenhuemerová Rakousko (AUT)   |
| obří slalom | Petra Mörtenhuemerová Rakousko (AUT) | Iris Lienhardová Rakousko (AUT)      | Kerstin Mörtenhuemerová Rakousko (AUT) |
| slalom      | Iris Lienhardová Rakousko (AUT)      | Petra Mörtenhuemerová Rakousko (AUT) | Kerstin Mayrhoferová Rakousko (AUT)    |
| kombinace   | Petra Mörtenhuemerová Rakousko (AUT) | Iris Lienhardová Rakousko (AUT)      | Kerstin Mayrhoferová Rakousko (AUT)    |

## Muži

### Super G
| P.               | SČ. | Sportovec              | Stát               | Čas     | Ztráta |
| ---------------- | --- | ---------------------- | ------------------ | ------- | ------ |
| Zlatá medaile    | 25  | Markus Moser           | Rakousko           | 1:08,06 | –      |
| Stříbrná medaile | 17  | Björn Walter           | Švýcarsko          | 1:09,01 | +0,95  |
| Bronzová medaile | 28  | David Krejčí           | Česko              | 1:09,02 | +0,96  |
| 4.               | 15  | Gerhard Hauer          | Rakousko           | 1:09,67 | +1,61  |
| 5.               | 22  | Aleš Housa             | Česko              | 1:09,97 | +1,91  |
| 6.               | 26  | Christian Ablinger     | Rakousko           | 1:10,51 | +2,45  |
| 7.               | 27  | Martin Gutjahr         | Rakousko           | 1:11,66 | +3,60  |
| 8.               | 18  | Urs Tschümperlin       | Švýcarsko          | 1:12,13 | +4,07  |
| 9.               | 23  | Ondřej Pavlíček        | Česko              | 1:12,27 | +4,21  |
| 10.              | 32  | Daniel Depauli         | Rakousko           | 1:13,59 | +5,53  |
| 11.              | 40  | Christian Glöckl       | Německo            | 1:13,91 | +5,85  |
| 12.              | 33  | Jakob Jocham           | Německo            | 1:13,97 | +5,91  |
| 13.              | 34  | Zbigniew Czapla        | Polsko             | 1:16,92 | +8,86  |
| 14.              | 43  | Vincent Berod          | Francie            | 1:24,45 | +16,39 |
| 15.              | 46  | Patrick Neelan         | USA                | 1:31,28 | +23,22 |
| 16.              | 26  | Denis Osbaldeston      | Spojené království | 1:31,83 | +23,77 |
| 17.              | 37  | Richard Platt          | Skotsko            | 1:33,10 | +25,04 |
| 18.              | 38  | William Osbaldeston    | Spojené království | 1:35,85 | +27,79 |
| 19.              | 42  | Alen Vasic             | Chorvatsko         | 1:43,08 | +35,02 |
| 20.              | 39  | Mike Sparkmann         | USA                | 1:59,34 | +51,28 |
| 21.              | 44  | Ulrich Dorner          | Itálie             | 2:12,70 | +64,64 |
|                  | 21  | Martin Křižka          | Česko              | DSQ     |        |
|                  | 24  | Gerfried Seeber        | Rakousko           | DSQ     |        |
|                  | 16  | Christian Tschümperlin | Švýcarsko          | DNF     |        |
|                  | 29  | Pavel Čiháček          | Česko              | DNF     |        |
|                  | 30  | Michal Pásler          | Česko              | DNF     |        |
|                  | 35  | Pawel Madzia           | Polsko             | DNF     |        |
|                  | 45  | Efe Baribo             | Nigérie            | DNF     |        |
|                  | 47  | Kevin Rochfort         | Wales              | DNF     |        |
|                  | 19  | Martin Gastl           | Rakousko           | DNS     |        |
|                  | 20  | Paul Probst            | Rakousko           | DNS     |        |
|                  | 31  | Harald Auer            | Rakousko           | DNS     |        |
|                  | 41  | Toni Crnogoral         | Chorvatsko         | DNS     |        |

### Obří slalom
| P.               | SČ. | Sportovec              | Stát               | 1. kolo | 2. kolo | Celkový čas | Ztráta   |
| ---------------- | --- | ---------------------- | ------------------ | ------- | ------- | ----------- | -------- |
| Zlatá medaile    | 25  | Markus Moser           | Rakousko           | 1:15,81 | 1:11,70 | 2:27,51     | –        |
| Stříbrná medaile | 20  | Gerhard Hauer          | Rakousko           | 1:14,59 | 1:13,82 | 2:28,41     | +0,90    |
| Bronzová medaile | 29  | David Krejčí           | Česko              | 1:16,41 | 1:13,64 | 2:30,05     | +2,54    |
| 4.               | 27  | Martin Gutjahr         | Rakousko           | 1:17,20 | 1:14,50 | 2:31,70     | +4,19    |
| 5.               | 15  | Christian Ablinger     | Rakousko           | 1:18,00 | 1:14,88 | 2:32,88     | +5,37    |
| 6.               | 18  | Björn Walter           | Švýcarsko          | 1:17,28 | 1:16,06 | 2:33,34     | +5,83    |
| 7.               | 16  | Urs Tschümperlin       | Švýcarsko          | 1:19,36 | 1:17,24 | 2:36,60     | +9,09    |
| 8.               | 17  | Paul Probst            | Rakousko           | 1:20,71 | 1:19,17 | 2:39,88     | +12,37   |
| 9.               | 24  | Jakob Jocham           | Německo            | 1:21,58 | 1:18,82 | 2:40,40     | +12,89   |
| 10.              | 31  | Harald Auer            | Rakousko           | 1:22,02 | 1:19,56 | 2:41,58     | +14,07   |
| 11.              | 23  | Michal Pásler          | Česko              | 1:22,82 | 1:19,91 | 2:42,73     | +15,22   |
| 12.              | 26  | Aleš Housa             | Česko              | 1:26,34 | 1:18,44 | 2:44,78     | +17,27   |
| 13.              | 44  | Vincent Berod          | Francie            | 1:30,17 | 1:28,17 | 2:58,34     | +30,83   |
| 14.              | 40  | William Osbaldeston    | Spojené království | 1:57,00 | 1:54,02 | 3:51,02     | +1:23,51 |
| 15.              | 45  | Patrick Neelan         | USA                | 2:07,77 | 3:20,96 | 5:28,73     | +3:01,22 |
|                  | 21  | Zbigniew Czapla        | Polsko             |         | DNF     |             |          |
|                  | 30  | Christian Tschümperlin | Švýcarsko          |         | DNF     |             |          |
|                  | 33  | Daniel Depauli         | Rakousko           |         | DNF     |             |          |
|                  | 36  | Richard Platt          | Skotsko            |         | DNS     |             |          |
|                  | 37  | Toni Crnogoral         | Chorvatsko         |         | DNS     |             |          |
|                  | 39  | Alen Vasic             | Chorvatsko         |         | DNS     |             |          |
|                  | 43  | Mike Sparkmann         | USA                | DSQ     |         |             |          |
|                  | 19  | Gerfried Seeber        | Rakousko           | DNF     |         |             |          |
|                  | 22  | Martin Křižka          | Česko              | DNF     |         |             |          |
|                  | 28  | Ondřej Pavlíček        | Česko              | DNF     |         |             |          |
|                  | 32  | Christian Glöckl       | Německo            | DNF     |         |             |          |
|                  | 34  | Pawel Madzia           | Polsko             | DNF     |         |             |          |
|                  | 35  | Denis Osbaldeston      | Spojené království | DNS     |         |             |          |
|                  | 38  | Ulrich Dorner          | Itálie             | DNS     |         |             |          |
|                  | 41  | Efe Baribo             | Nigérie            | DNS     |         |             |          |
|                  | 42  | Kevin Rochfort         | Wales              | DNS     |         |             |          |

### Slalom
| P.               | SČ. | Sportovec              | Stát               | 1. kolo | 2. kolo | Celkový čas | Ztráta   |
| ---------------- | --- | ---------------------- | ------------------ | ------- | ------- | ----------- | -------- |
| Zlatá medaile    | 20  | Markus Moser           | Rakousko           | 0:46,74 | 0:42,72 | 1:29,46     | –        |
| Stříbrná medaile | 18  | David Krejčí           | Česko              | 0:47,14 | 0:43,59 | 1:30,73     | +1,27    |
| Bronzová medaile | 28  | Gerhard Hauer          | Rakousko           | 0:48,33 | 0:43,60 | 1:31,93     | +2,47    |
| 4.               | 15  | Martin Gutjahr         | Rakousko           | 0:48,52 | 0:45,41 | 1:33,93     | +4,47    |
| 5.               | 24  | Gerfried Seeber        | Rakousko           | 0:49,02 | 0:44,94 | 1:33,96     | +4,50    |
| 6.               | 27  | Christian Ablinger     | Rakousko           | 0:50,19 | 0:43,88 | 1:34,07     | +4,61    |
| 7.               | 25  | Aleš Housa             | Česko              | 0:50,44 | 0:45,52 | 1:35,96     | +6,5     |
| 8.               | 17  | Martin Gastl           | Rakousko           | 0:51,38 | 0:46,68 | 1:38,06     | +8,6     |
| 9.               | 22  | Ondřej Pavlíček        | Česko              | 0:50,87 | 0:48,03 | 1:38,90     | +9,44    |
| 10.              | 26  | Harald Auer            | Rakousko           | 0:52,92 | 0:48,00 | 1:40,92     | +11,46   |
| 11.              | 34  | Daniel Depauli         | Rakousko           | 0:54,93 | 0:47,62 | 1:42,55     | +13,09   |
| 12.              | 33  | Jakob Jocham           | Německo            | 0:54,55 | 0:48,84 | 1:43,39     | +13,93   |
| 13.              | 29  | Martin Křižka          | Česko              | 0:53,55 | 0:54,22 | 1:47,26     | +17,80   |
| 14.              | 31  | Zbigniew Czapla        | Polsko             | 0:58,78 | 0:51,39 | 1:50,17     | +20,71   |
| 15.              | 30  | Christian Tschümperlin | Švýcarsko          | 0:54,75 | 0:57,11 | 1:51,86     | +22,40   |
| 16.              | 42  | Patrick Neelan         | USA                | 1:07,49 | 1:00,89 | 2:08,38     | +38,92   |
| 17.              | 36  | William Osbaldeston    | Spojené království | 1:16,53 | 1:10,38 | 2:26,91     | +57,45   |
| 18.              | 43  | Kevin Rochfort         | Wales              | 1:29,38 | 1:17,18 | 2:46,56     | +1:17,10 |
| 19.              | 44  | Mike Sparkmann         | USA                | 1:37,34 | 1:17,49 | 2:54,83     | +1:25,37 |
|                  | 37  | Pawel Madzia           | Polsko             |         | DSQ     |             |          |
|                  | 16  | Urs Tschümperlin       | Švýcarsko          |         | DNF     |             |          |
|                  | 39  | Alen Vasic             | Chorvatsko         |         | DNS     |             |          |
|                  | 19  | Michal Pásler          | Česko              | DSQ     |         |             |          |
|                  | 23  | Björn Walter           | Švýcarsko          | DSQ     |         |             |          |
|                  | 21  | Paul Probst            | Rakousko           | DNF     |         |             |          |
|                  | 32  | Christian Glöckl       | Německo            | DNF     |         |             |          |
|                  | 38  | Vincent Berod          | Francie            | DNF     |         |             |          |
|                  | 35  | Richard Platt          | Skotsko            | DNS     |         |             |          |
|                  | 40  | Toni Crnogoral         | Chorvatsko         | DNS     |         |             |          |
|                  | 41  | Ulrich Dorner          | Itálie             | DNS     |         |             |          |
|                  | 45  | Efe Baribo             | Nigérie            | DNS     |         |             |          |

### Kombinace
| P.               | Sportovec           | Stát               | Super G | Obří slalom | Slalom  | Celkem  |
| ---------------- | ------------------- | ------------------ | ------- | ----------- | ------- | ------- |
| Zlatá medaile    | Markus Moser        | Rakousko           | 1:08,06 | 2:27,51     | 1:29,46 | 5:05,03 |
| Stříbrná medaile | David Krejčí        | Česko              | 1:09,02 | 2:30,05     | 1:30,73 | 5:09,80 |
| Bronzová medaile | Gerhard Hauer       | Rakousko           | 1:09,67 | 2:28,41     | 1:31,93 | 5:10,01 |
| 4.               | Martin Gutjahr      | Rakousko           | 1:11,66 | 2:31,70     | 1:33,93 | 5:17,29 |
| 5.               | Christian Ablinger  | Rakousko           | 1:10,51 | 2:32,88     | 1:34,07 | 5:17,46 |
| 6.               | Aleš Housa          | Česko              | 1:09,97 | 2:44,78     | 1:35,96 | 5:30,71 |
| 7.               | Jakob Jocham        | Německo            | 1:13,97 | 2:40,40     | 1:43,39 | 5:37,76 |
| 8.               | William Osbaldeston | Spojené království | 1:35,75 | 3:51,02     | 2:26,91 | 7:53,68 |
| 9.               | Patrick Neelan      | USA                | 1:31,28 | 5:28,73     | 2:08,38 | 9:08,39 |